# Empis shatalkini
Empis shatalkini är en tvåvingeart som beskrevs av Igor Shamshev 2002. Empis shatalkini ingår i släktet Empis och familjen dansflugor. Inga underarter finns listade i Catalogue of Life.